# Abdoulaye Soulama
Abdoulaye Soulama Traore (Ouagadougou, 1979. november 29. – 2017. október 27.) Burkina Fasó-i válogatott labdarúgókapus, a Hearts of Oak SC játékosa.
A Burkina Fasó-i válogatott tagjaként részt vett az 1998-as, a 2000-es, a 2004-es és a 2013-as afrikai nemzetek kupáján.

## Sikerei, díjai
ASFA-Yennenga
- Burkina Faso-i bajnok (1): 1999

Asante Kotoko
- Ghánai bajnok (4): 2007-08, 2011-12, 2012-13, 2013-14

Burkina Faso
- Afrikai nemzetek kupája döntős (1): 2013